# Gustav Berling

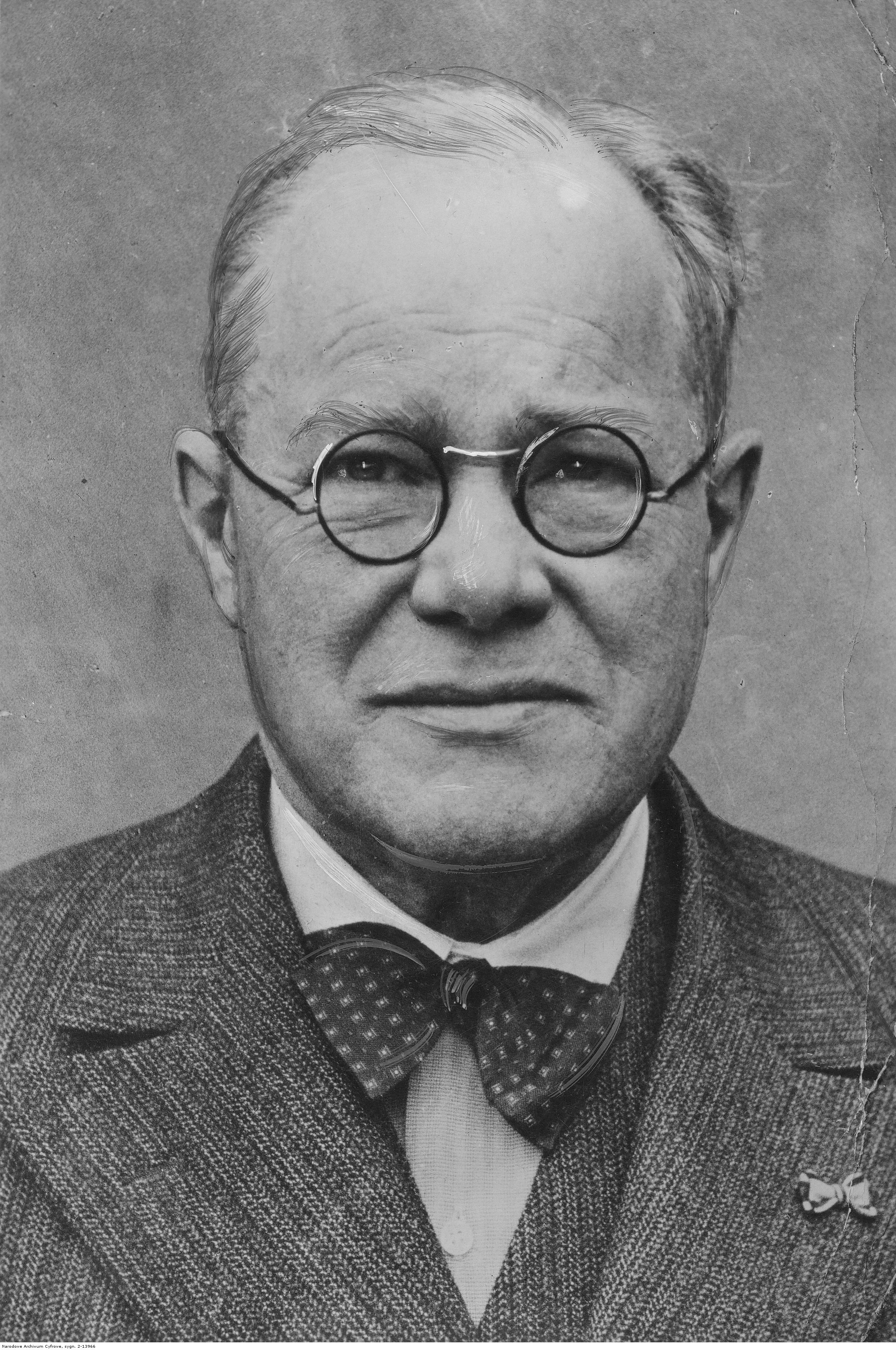
Gustav Berling

Gustav Johann Emil Berling (* 6. November 1869 in Schwerin; † 17. März 1943 in Köln) war ein deutscher Ingenieur und Erfinder.

## Leben
Gustav Berling wurde als Sohn des Manufakturenwarenhändlers (Heinrich) Paul (Georg) Berling und dessen Ehefrau Louise Maria Friederike, geb. Neckel, geboren. Er besuchte in Schwerin das Realgymnasium schloss später seine schulische Laufbahn 1889 mit dem Abitur ab und studierte an der Technischen Hochschule Berlin-Charlottenburg Schiffs- und Maschinenbau. Nach Abschluss seines Studiums erhielt er 1895 eine Anstellung bei der Kaiserlichen Marine. 1898 erfolgte seine Ernennung zum Baumeister im Maschinen-Bau-Ressort der Kaiserlichen Werft in Kiel. Am 4. April 1904 erteilte das Reichsmarineamt nach langem Zögern und Abwägen der Situation dem Marine-Oberbaurat Berling den Auftrag, ein U-Boot zur Seekriegsführung zu konzipieren und auch zu bauen. Daraufhin entwickelte Berling bei der Kieler Germaniawerft ein Zweihüllen-Küsten-U-Boot. Berlings Entwurf lehnt sich dabei an die drei 1902 erfolgreich getesteten und anschließend nach Russland exportierten U-Boote der Karp-Klasse an. Im April 1905 wurde schließlich mit dem Bau begonnen und am 16. Dezember 1906 wurde das von Berling entwickelte U-Boot als U 1 und als erstes deutsches Militär-U-Boot von der Kaiserlichen Marine in Dienst gestellt.
Am 14. März 1908 wurde Berling für seine Verdienste mit dem Roten Adlerorden IV. Klasse ausgezeichnet.
Berling war von 1904 bis März 1912 Chefingenieur und Leiter der U-Boot-Abteilung der Torpedoinspektion des Reichsmarineamtes. Während dieser Zeit ab 1908 war er maßgeblich an zahlreichen U-Boot-Entwicklungen und an dem Aufbau der deutschen U-Boot-Waffe beteiligt. Am 1. April 1912 wurde er Betriebsdirektor für Neubauten der Kaiserlichen Werft Kiel.
Gustav Berling starb im März 1943 bei einem Bombenangriff auf Köln.

## Fußnote
1. 1 2  Beckmann, Gerhard; Keubke, Klaus-Ulrich; Mumm, Ralf: Marineoffiziere aus Mecklenburg-Vorpommern 1849–1990. Schwerin 2006, ISBN 978-3-00-019944-8, S. 14–16.

| Personendaten    | Personendaten                    |
| ---------------- | -------------------------------- |
| NAME             | Berling, Gustav                  |
| ALTERNATIVNAMEN  | Berling, Gustav Johann Emil      |
| KURZBESCHREIBUNG | deutscher Ingenieur und Erfinder |
| GEBURTSDATUM     | 6. November 1869                 |
| GEBURTSORT       | Schwerin                         |
| STERBEDATUM      | 17. März 1943                    |
| STERBEORT        | Köln                             |